# West Cove
West Cove är en ort i Kanada.   Den ligger i provinsen Alberta, i den centrala delen av landet, 2 900 km väster om huvudstaden Ottawa. West Cove ligger 735 meter över havet och antalet invånare är 121. Den ligger vid sjön Lac Ste. Anne.
Terrängen runt West Cove är platt. Runt West Cove är det mycket glesbefolkat, med 3 invånare per kvadratkilometer.. Närmaste större samhälle är Alberta Beach, 10,5 km öster om West Cove. 
Omgivningarna runt West Cove är en mosaik av jordbruksmark och naturlig växtlighet.